# Јосиф Многоболесни
Јосиф Многоболесни је руски светитељ, монах Кијево-Печерске лавре из XIV века.  Поштован је у Руској православној цркви у лику пребодобног.  Руска црква га спомиње 4. априла и 28. августа по јулијанском календару.

## Биографија
Из његовог живота познато је да је дуги низ година боловао од разних болести, због којих је и назван „многоболесни“. Заветовао се Богу да ће, ако се опорави, служити браћи Кијево-Печерског манастира до краја живота. Након излечења, подрезан је у монашки чин у овом манастиру, где је, како се каже у његовој краткој биографији у Патерикону, вредно радио до смрти и обрадовао Бога постом, молитвом, а браћа су служила његовом послушношћу.
У савременој православној литератури као пример хришћанског односа према болести наводи се судбина монаха Јосифа. Доктор медицине, шеф Друштва православних лекара Санкт Петербурга, протојереј Сергиј Филимонов приметио је: „И сетимо се монаха Кијево-Печерске лавре - болесног Јосифа и Пимена. Само мало пре њихове смрти Бог им је послао здравље. Али они су били болесни с разлогом: захваљујући својој телесној слабости били су спашени, искупљујући се за неке грехе за које је Господ знао, а и сами су добили благодат од Бога да исцели друге људе“.

## О моштима монаха Јосифа
Мошти монаха налазе се у Далеким пећинама Кијево-Печерске лавре. Староверски књижевни споменик 18. века „Живот Андреја Денисова“ садржи податке о нетрулежним моштима светог Јосифа: помињу се „нетрулежне свете молитвене руке, часног оца Печерског манастира Јосифа многоболесног, и Илије Мурометског “.